# Dominique de Lastic de Fournels
Pour les autres membres de la famille, voir Famille de Lastic.
Dominique de Lastic de Fournels (16 octobre 1742 au château de Fournels - 3 mars 1795 à Münster, en principauté épiscopale de Münster) est un ecclésiastique français, évêque de Couserans et député aux États généraux de 1789.

## Biographie
Dominique de Lastic est le second fils de Hyacinthe, comte de Lastic Fournels et de Marie Madeleine Simone de La Rochefoucauld-Langeac (sœur du cardinal Dominique de La Rochefoucauld). Parent des évêques Antoine de Lastic et Pierre-Joseph de Lastic-Lescure, oncle de Dominique Dufour de Pradt, il entre dans les ordres et devient prêtre fort jeune. Désigné comme évêque de Couserans en 1779, il est confirmé le 13 décembre et consacré le 9 janvier 1780, par son oncle, le cardinal Dominique de La Rochefoucauld archevêque de Rouen .

Élu député du clergé aux États généraux par la vicomté de Couserans, le 28 mai 1789, il proteste contre la réunion des trois ordres et ne se rend dans l'assemblée générale que sous les réserves exprimées dans la lettre suivante : 

« Messieurs, le député du clergé de la vicomté de Couserans chargé expressément par son mandat de conserver les principes constitutionnels de la monarchie, la distinction et l'indépendance des trois ordres, déclare qu'il n'est venu dans la présente Assemblée des trois ordres réunis, que pour donner au roi une preuve de son attachement, sa fidélité et son amour, qu'il ne présente ses pouvoirs que pour la commission sans qu'on puisse en inférer qu'il ait voulu les soumettre à une nouvelle vérification, qu'il ne peut prendre part aux délibérations communes jusqu'à ce qu'il ait reçu de nouveaux pouvoirs de ses commettants et que, jusqu'à ce qu'ils lui soient accordés, il se réduise à la voix consultative; de quoi il demande acte sous toute réserve de droit. À Versailles le 2 juin 1789. Dominique, év. de Conserans. »

Il vote constamment avec le côté droit, signe les protestations des 12 et 15 septembre 1791 contre les actes de l'Assemblée constituante. Après la suppression de son diocèse par la Constitution civile du clergé, il émigre  en Allemagne, où il meurt.